# Fourquevaux
Fourquevaux is een gemeente in het Franse departement Haute-Garonne (regio Occitanie) en telt 716 inwoners (1999). De plaats maakt deel uit van het arrondissement Toulouse.

## Geografie
De oppervlakte van Fourquevaux bedraagt 10,0 km², de bevolkingsdichtheid is 71,6 inwoners per km².

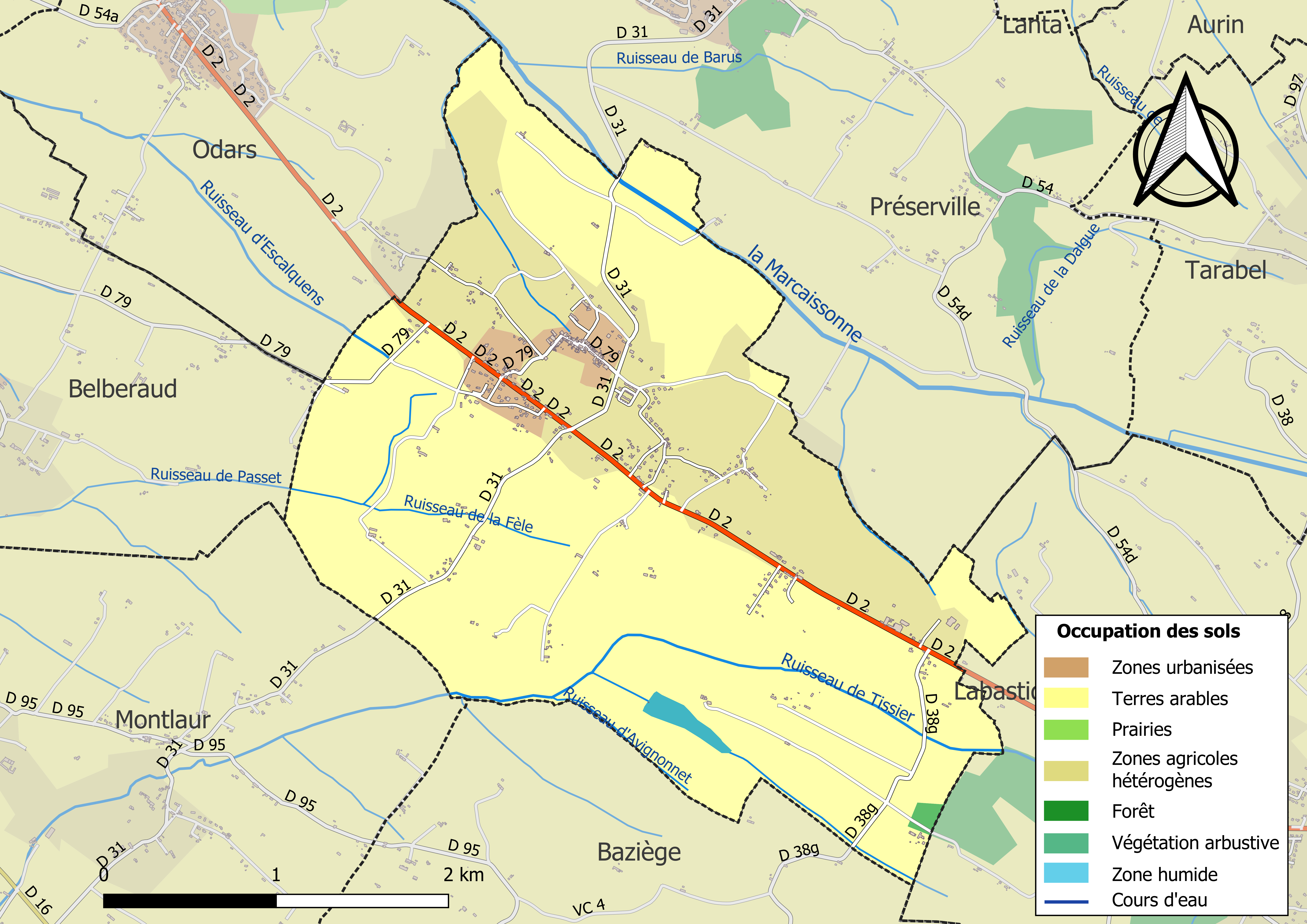
Kaart van de gemeente met de belangrijkste infrastructuur, bodemgebruik en omliggende gemeenten

## Demografie
Onderstaande figuur toont het verloop van het inwonertal (bron: INSEE-tellingen).